# 艾莉卡·曼
艾莉卡·茱莉亚·海德薇格·曼（Erika Julia Hedwig Mann，1905年11月9日—1969年8月27日）是一名德国女演员、作家，托马斯·曼的女儿。她是一名坚定地反纳粹人士，二战期间曾为BBC担任战地记者，战后参加了纽伦堡审判。战后她移民美国，但由于批评美国的外交政策而被视为共产主义者，因此离开美国，之后定居瑞士直至去世。

## 生平
她出生于慕尼黑，是托马斯·曼和凯蒂娅·曼之女，母亲有犹太人的血统，她的名字来自于她的舅舅埃里克（Erik）。
她年轻时喜欢戏剧，曾在她哥哥克劳斯·曼的戏剧作品中出演。1926年和演员古斯塔夫·格林德根斯结婚，但在1929年离婚。
纳粹统治期间她逃离德国，和威斯坦·休·奥登假结婚以换取英国国籍。战期间曾为BBC担任战地记者，1945年11月20日参加了纽伦堡审判。1946年5月，她离开德国前往美国。
她在美国仍持续抨击战后对纳粹的处理，认为对威廉·富特文格勒等人的处理过于宽大。她对待苏联和柏林空运的态度使得她被视为共产主义者，因此和哥哥克劳斯一起遭受FBI盘查。克劳斯在1949年自杀，她则在1952年前往瑞士。1969年，她因脑部肿瘤在苏黎世逝世，并在当地下葬。

## 传记影片
- Escape to Life: The Erika & Klaus Mann Story (2000)

## 作品
- All the Way Round: A Light-hearted Travel Book (和克劳斯合著, 1929)
- The Book of the Riviera: Things You Won't Find in Baedekers (和克劳斯合著, 1931)
- School for Barbarians: Education Under the Nazis (1938)
- Escape to Life (1939)
- The Lights go Down (1940)
- The Other Germany (with Klaus Mann, 1940)
- A Gang of Ten (1942)
- The Last Year of Thomas Mann. A Revealing Memoir by His Daughter, Erika Mann (1958)